# Zirbelnuss
Die Zirbelnuss (auch Pyr) ist eine Wappenfigur in Form des geschlossenen, aufrecht stehenden Zapfens einer Zirbelkiefer. Generalisierend wird sie ferner als Pinienzapfen bezeichnet.

## Archäologische und historische Bedeutung
So genannte, mit Netzmustern verzierte Pinienzapfen aus Stein, die möglicherweise einen phallischen Symbolbezug haben, stammen aus portugiesischen Megalithanlagen vom Anfang des 3. Jahrtausends v. Chr. (z. B. Martinho de Sintra, Carenque-Bautas).
Das römische Feldlager Augusta Vindelicum am Zusammenfluss von Lech und Wertach gilt als Keimzelle der heutigen Stadt Augsburg, in deren Wappen die Zirbelnuss noch zu finden ist („Stadtpyr“). Der Zapfen war jedoch nicht das Feldzeichen der römischen Legion, die im Jahr 15 v. Chr. an einem Eroberungsfeldzug nach Rätien teilnahm. Dies ist eine weitverbreitete Falschinformation. Zirbelnüsse bekrönten im römischen Reich sogenannte Pfeilergrabmäler. Als solche wurden sie bei Ausgrabungen in Augsburg entdeckt. Es ist wahrscheinlich, dass der Pinienzapfen später wegen der zunehmenden Antikenbegeisterung in der Renaissance zum Teil des Stadtwappens wurde.

## Symbolik der Zirbelnuss
Der Begriff „Pyr“ geht offenbar auf das lateinische Wort für „Birne“ (pirum) zurück. Neben ihrer Verwendung als Stadtwappen zierte die Zirbelnuss in Rätien als Fruchtbarkeits- und Unsterblichkeitssymbol unzählige römische Pfeilergrabmäler. In diesem Zusammenhang geht sie auf den ägyptischen Isiskult sowie auf die Kulte des Dionysos und der Kybele zurück. Das Christentum deutet die Pinie als Lebensbaum und fasst den Pinienzapfen als Zeichen der Auferstehung und Unsterblichkeit auf.

## Vorkommen der Zirbelnuss in Augsburg
Im Augsburger Stadtgebiet sind Zirbelnüsse vielerorts vorzufinden. Zahlreiche gemalte, gemeißelte oder gegossene Pyre zieren viele historische Bauten der Augsburger Altstadt. Auf den beiden Giebelspitzen des Augsburger Rathauses sitzen große kupferne Zirbelnüsse.
Durch ein Versehen wurden auch am Geländer des Memminger Stadtbaches gusseiserne Augsburger Zirbelnüsse angebracht.

## Bildgalerie

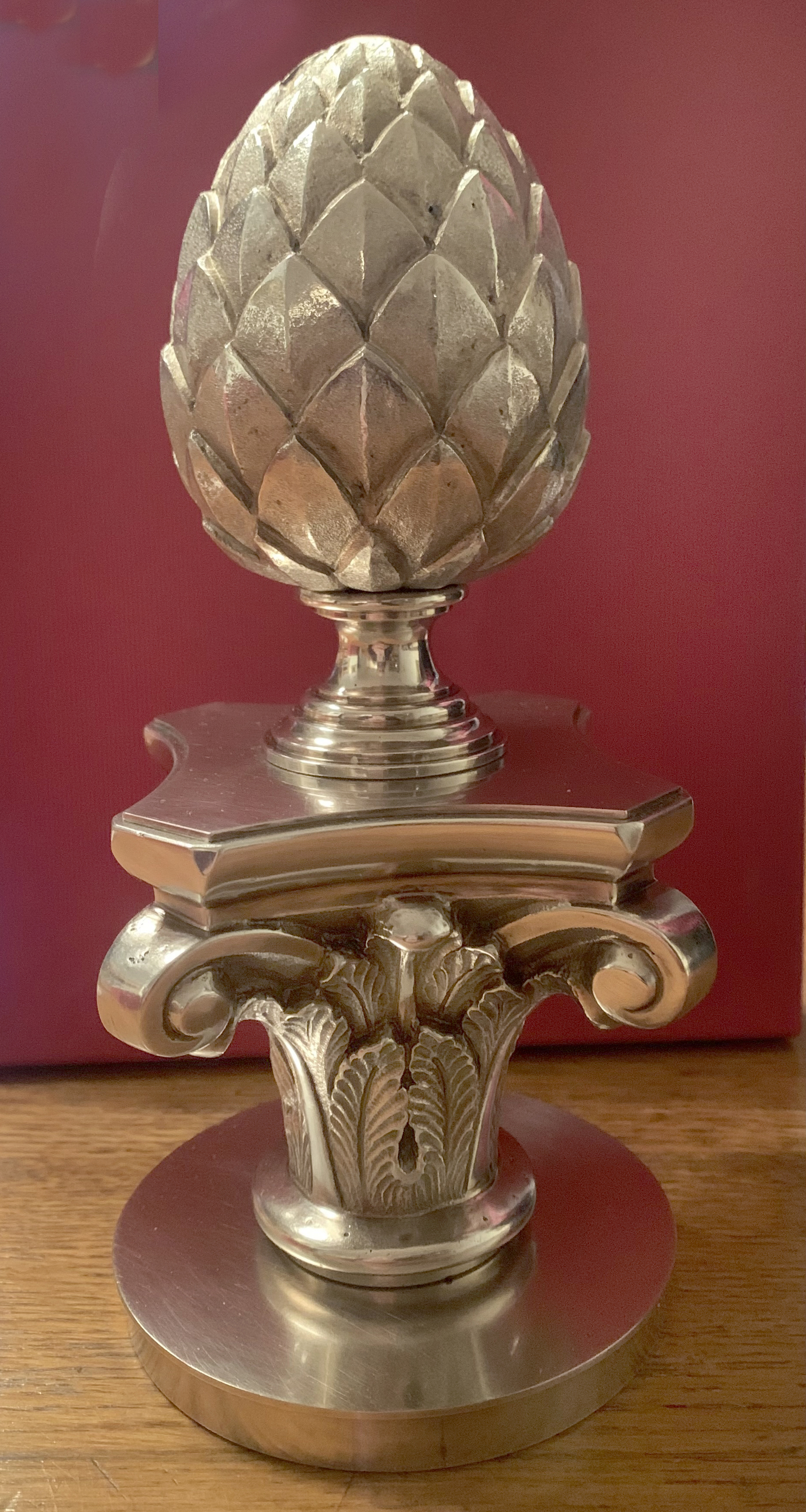
Augsburger Zirbelnuss
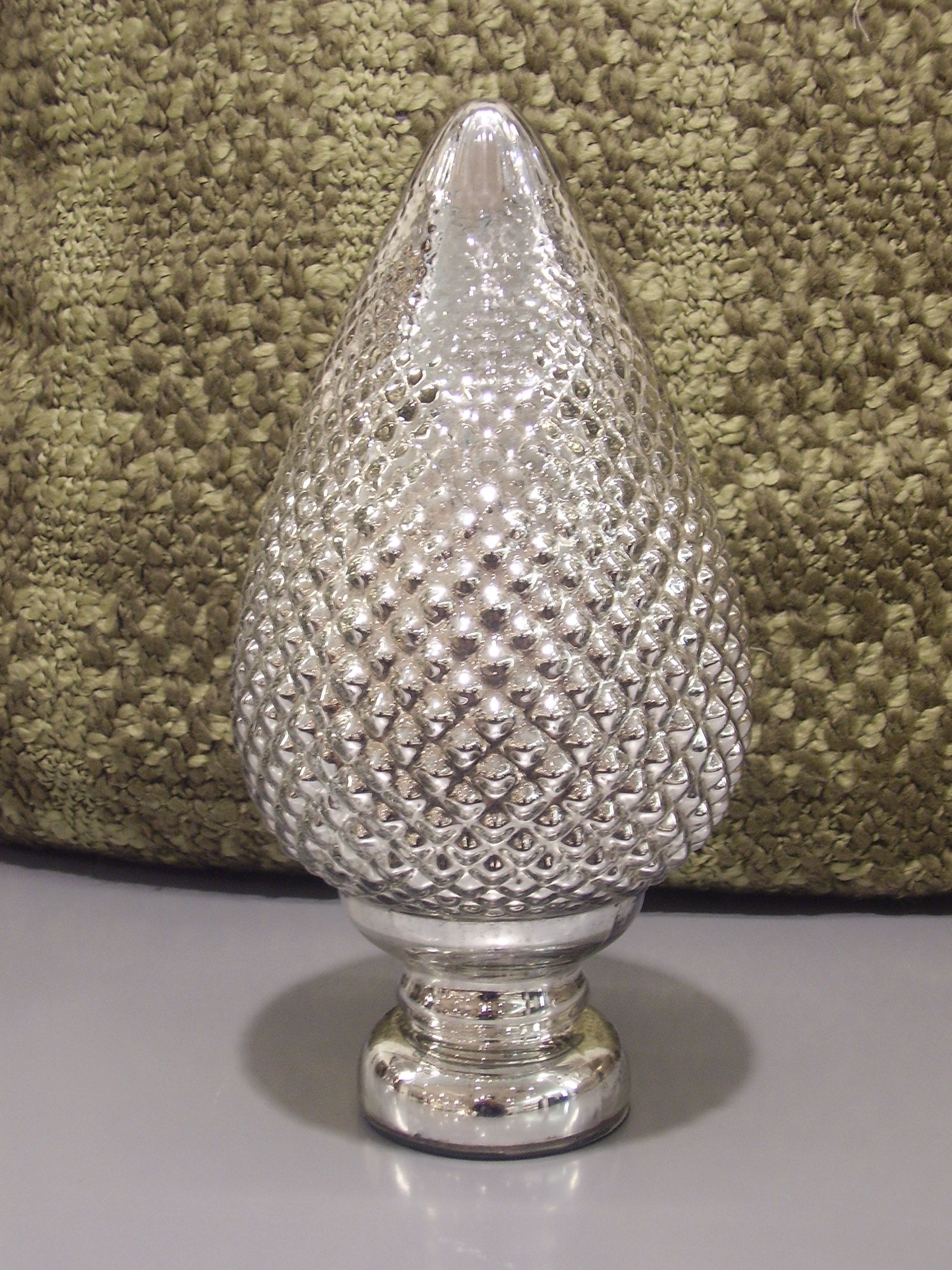
Zirbelnuss (Dekoration)
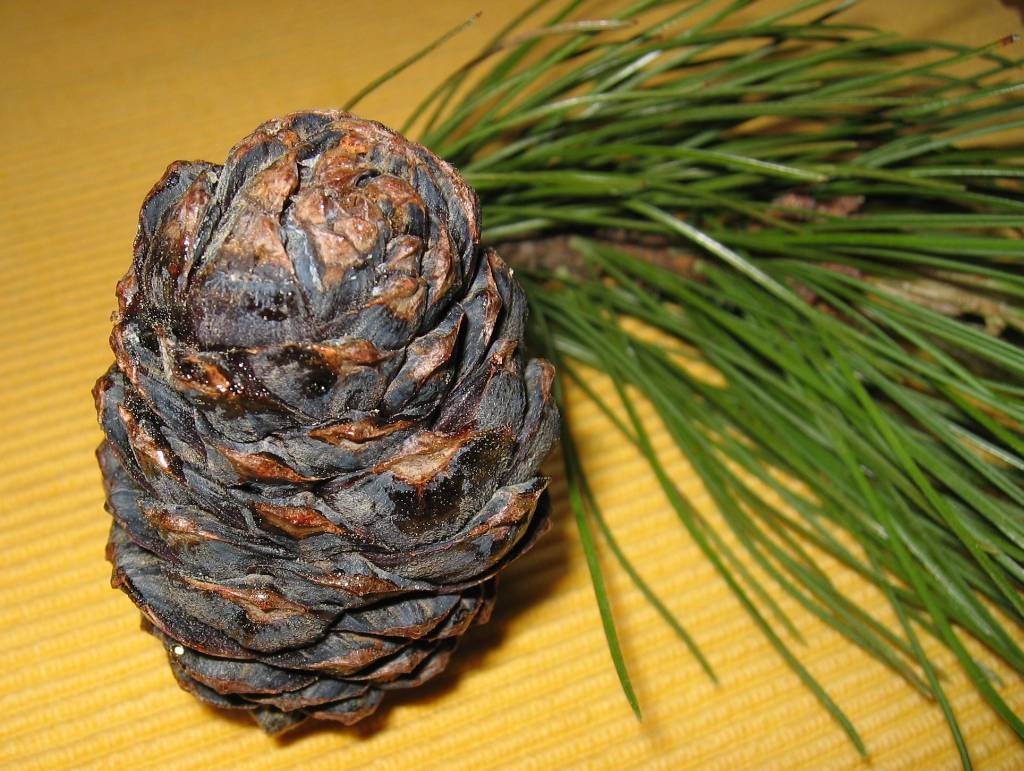
Zirbelkieferzapfen
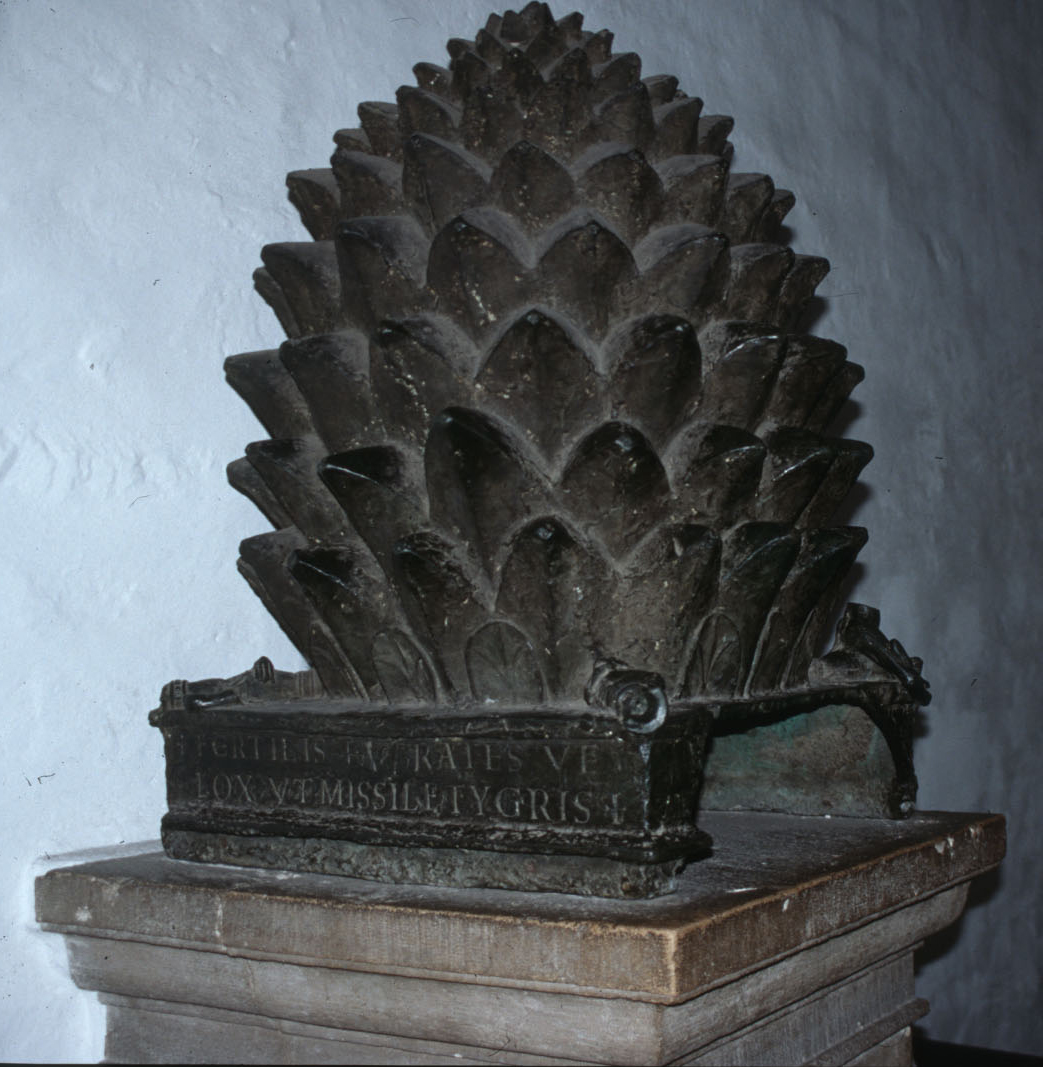
Pinienzapfen im Aachener Dom
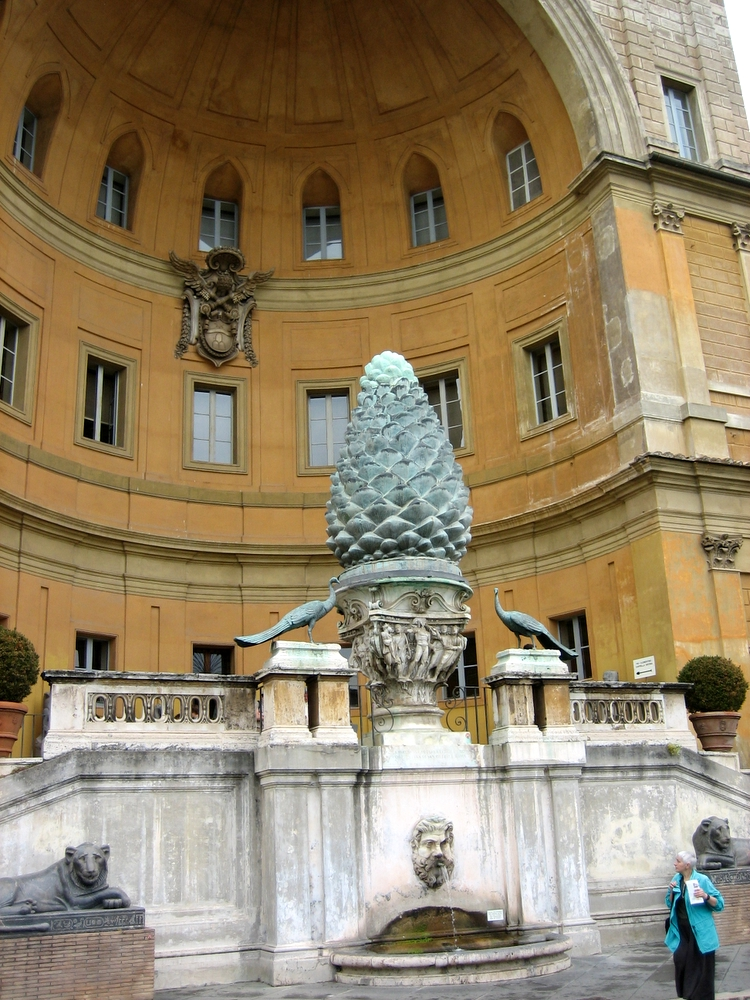
Antiker Pinienzapfen in dem Cortile della Pigna der Vatikanischen Museen